# 悖理的惡魔
《悖理的惡魔》是一部由愛倫·坡於1845年所著的短篇小說，當時發佈在雜誌Graham's Magazine上。

## 故事簡介
主角將毒物放在蠟燭裡，殺害了一位女親人，然後繼承了女親人的遺產。但主角一年後最終被警方逮捕及判處死刑。不過在行刑前，主角依然為自己辯護，認為自己是惡魔的犧牲者，只是衝動及倔強等天性導致人類犯案。